# پایگاه داده آرایه‌شناختی
پایگاه داده آرایه‌شناختی (به انگلیسی: Taxonomic database) یک پایگاه داده است که برای نگهداری اطلاعات دربارهٔ گونه‌های زیست‌شناختی ایجاد می‌شود - برای مثال گروه‌هایی از جانداران که بر اساس نام گونه‌ها یا دیگر شناسه‌های طبقه‌بندی سازماندهی شده‌اند - برای مدیریت کارآمد داده‌ها و بازیابی اطلاعات. پایگاه داده‌های طبقه‌بندی به‌طور معمول برای ساخت خودکار چک‌لیست‌های زیست‌شناختی مانند گیاهان و جانوران، هم برای انتشار چاپی و هم به صورت برخط استفاده می‌شود. برای پشتیبانی از عملیات سیستم‌های اطلاعات گونه‌های مبتنی بر وب؛ به عنوان بخشی از مدیریت مجموعه زیست‌شناختی (به عنوان مثال در موزه‌ها و گیاهان دارویی)؛ و همچنین در برخی موارد، مؤلفه مدیریت آرایه‌ها در سیستم‌های اطلاعات علمی یا زیست‌شناسی گسترده‌تر را فراهم می‌کند. آنها همچنین کمک اساسی به رشته انفورماتیک تنوع زیستی هستند.
هدف یک پایگاه داده طبقه‌بندی مدل‌سازی دقیق ویژگی‌های مورد علاقه مربوط به جاندارانی است که در محدوده پوشش و استفاده مورد نظر از سیستم هستند. به عنوان مثال، پایگاه‌های اطلاعاتی قارچ‌ها، جلبک‌ها، بریوفیت‌ها و گیاهان آوندی ("گیاهان عالی") قراردادهای کد بین‌المللی نام‌گذاری گیاه‌شناسی را کدگذاری می‌کنند، در حالی که همتایان آنها برای جانوران و بیشتر پروتیست‌ها قوانین معادل را از کد بین‌المللی نام‌گذاری جانورشناسی کدگذاری می‌کنند. مدل‌سازی سلسله‌مراتب طبقه‌بندی مربوط برای هر آرایه یک تناسب طبیعی با مدل رابطه‌ای است که تقریباً در تمام سیستم‌های پایگاه داده به کار می‌رود. اجماع علمی برای همه گروه‌های آرایه‌شناختی حاصل نشده‌است و گونه‌های جدید همچنان توصیف می‌شوند؛ بنابراین، یکی دیگر از اهداف پایگاه‌های اطلاعاتی طبقه‌بندی، کمک به حل تعارض نظرات علمی و یکسان کردن طبقه‌بندی است.